# Extase (film)
Extase je mezinárodně nejpopulárnější český film předválečného období. V roce 1932 jej natočil režisér Gustav Machatý. Film upoutal pozornost svými uměleckými hodnotami, zároveň však způsobil svými erotickými scénami skandál. 

## Děj
Děj filmu vypráví o vztahu mladé vdané ženy (Hedy Kieslerová), jejíž manžel ji nedovede uspokojit, a mladého inženýra (Aribert Mog), se kterým mladá žena konečně prožije milostné vzrušení. Jejich vztah končí po manželově sebevraždě. Východisko z nastalé krize nachází žena v mateřství a její milenec v prospěšné práci.

### Přijetí filmu a nahá scéna
Kritika postřehla částečný návrat k principům němého filmu, kdy mnoho scén bylo zcela bez dialogů a v jiných byly dialogy omezeny na minimum. Výraznou roli ve filmu hrála hudba. Vysoce byla též ceněna práce kameramana Stallicha.
Časopis Přítomnost popsal vřelé přijetí filmu v Itálii, včetně potlesku na otevřené scéně při promítání na benátském Biennale roku 1934; rozepsal se i o vřelém obdivném přijetí filmu italskou kritikou v nejrůznějších listech.
Diváky i kritiku nejvíce vzrušovala, ale i pobuřovala scéna s nahou hlavní představitelkou, které při koupání odnese splašený kůň šaty. Tato scéna byla jedním z prvních případů ženské nahoty ve filmu. Pro tehdejší společnost to byl takový šok, že film odsoudil dokonce papež Pius XII. Adolf Hitler jej v Německu dokonce zakázal. Ve většině kopií (amerických i evropských) byly vybrané scény s nahou herečkou vystřiženy.

## Galerie

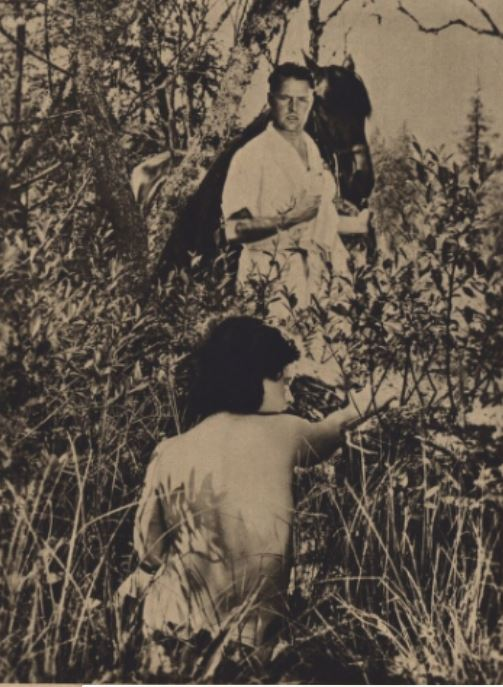
Hedy Kieslerová a Aribert Mog ve filmu Extase
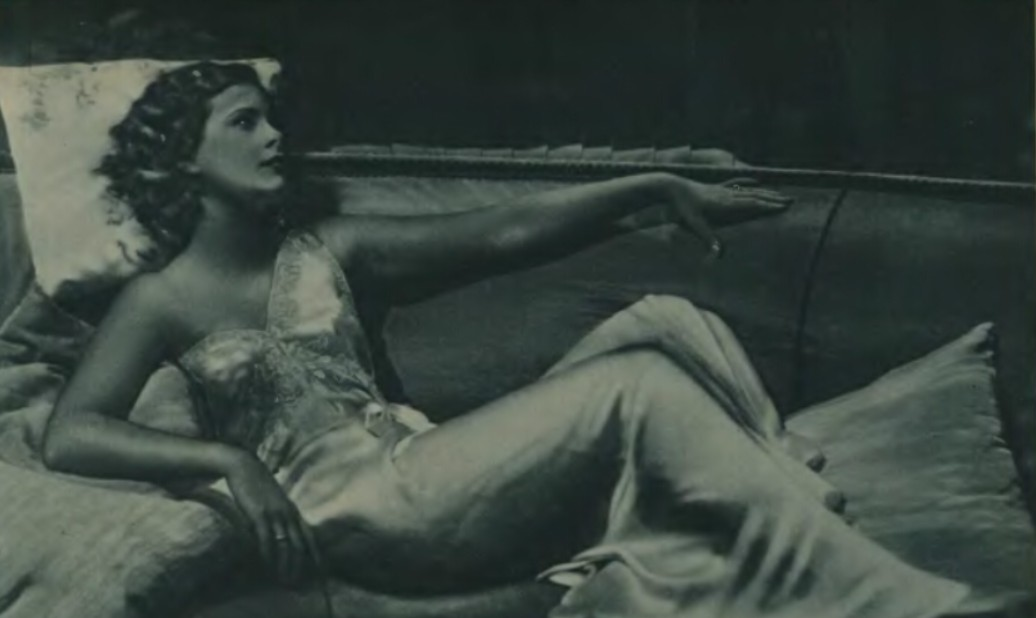
Hedy Kiesler ve filmu Extase

## Další údaje
- Černobílý film
- Výroba: Gustav Machatý, 1932
- Metráž: česká verze 2391 metrů, německá verze 2010 metrů
- Další názvy: Extáze; Ecstasy; My Ecstasy; Rhapsody of Love; Symphonie der Liebe (název zkrácené německé verze)